# Acordes de mi diario
Acordes de mi diario es el quinto álbum de estudio de la cantautora española Merche. Fue lanzado por Vale Music el 5 de octubre de 2010. 
Con este álbum la cantante consiguió su primer número uno y estar con su sencillo "Si te marchas" más de 32 semanas en listas de más vendidos (Promusicae) y más de 45 con el mismo álbum "Acordes de mi diario" (En promusicae). 
Gracias a este álbum consiguió grandes reconocimientos a nivel nacional e incluso una nominación al 'Mejor Álbum Vocal Femenino' en los Grammy Latino. Se considera el disco más moderno de toda su carrera.

## Historia
Con su nuevo y quinto trabajo Merche da una vuelta de tuerca más a su carrera con el fin de conseguir un sonido nuevo. Una misión compartida junto con el productor Sebastian Krys (quien colaboró con David Bisbal, Jennifer López o Shakira, entre otros), ganador de 11 Grammys.
“Acordes de mi diario” está formado por 12 temas inéditos compuestos por la propia Merche. De esta manera, consigue plasmar y reflejar los rasgos de su personalidad en cada una de las canciones. Desde la ironía (¿Dónde están los hombres?) hasta la ternura extrema (Quiero darte el cielo), pasando por el optimismo (Comerme el mundo), Merche se desvela discretamente, dejando paso al misterio entre las líneas de sus textos.
Las influencias andaluces que bebe de su tierra, el rock, el pop e incluso el soul, todo visto a través de los ojos de Merche, se mezclan en un coctel de sonido impactante que cuenta con los arreglos de su compañero musical de siempre, Fidel Cordero.
“Si te marchas”, primer sencillo del álbum reúne los ingredientes de una gran composición, donde músico y productor supieron mezclar a la perfección los sonidos actuales, con toques urbanos y la característica y cálida voz de Merche.
Grabado en Los Ángeles en los estudios The Village Recorder, Sunset Sound Studios, entre otros, y rodeada de los mejores músicos de la costa oeste de EE. UU. Dan Warner (Nelly Furtado, Madonna, Cristina Aguilera, Rihanna…) o Pete Thomas (Elvis Costello, Suzanne Vega …), Merche ha conseguido grabar su disco más moderno.

## Lista de canciones
- 1. Mala mala - 3:17
- 2. Si te marchas - 3:15
- 3. No me das miedo - 2:56
- 4. La guapa - 3:23
- 5. Donde están los hombres - 3:37
- 6. Es difícil - 3:43
- 7. Qué hago yo - 3:23
- 8. Comerme el mundo - 3:07
- 9. Al principio del amor - 3:43
- 10. No puede ser - 3:46
- 11. Todo no es rosa - 3:02
- 12. Quiero darte el cielo - 3:50
- 13. Tu voz (iTunes Bonus Track)
- 14. Yo controlo (iTunes Bonus Track)

## Videoclips
- El primer sencillo y videoclip del álbum es Si te marchas. En el videoclip, Merche está en su casa, sola. La vemos en diferentes sitios, como en el sofá o el baño.

- El segundo videoclip del álbum es de la canción "No puede ser" que salió al aire en el 12 de enero de 2011. En el vídeo vemos a Merche en una casa rural contando la historia de dos chicas.

- El tercer videoclip del álbum es de la canción " No me das miedo" que salió en Abril. En el vídeo vemos a Merche en una oficina, donde trabaja, y no tiene coraje para enfrentar encontra de su jefe, hasta que se anima a enfrentarse.

## Posicionamiento y certificaciones
| País   | Lista           | Posición |
| EUROPA | EUROPA          | EUROPA   |
| ------ | --------------- | -------- |
| España | Top 100 Álbumes | 1        |

| País   | Proveedor  | Año  | Certificación | Copias certificadas (según IFPI) |
| Europa |            |      |               |                                  |
| España | Promusicae | 2010 | Oro           | +30.000                          |